# Мосс, Марсель
Марсе́ль Мосс (фр. Marcel Mauss; 10 мая 1872, Эпиналь, Франция — 10 февраля 1950, Париж, Франция) — французский этнограф и социолог, племянник и ученик социолога Эмиля Дюркгейма.

## Биография
Получил философское образование в университете в Бордо. Сотрудничал с журналом «Социологический ежегодник» с начала его издания (1898). Заведовал кафедрой истории религий «нецивилизованных народов» в Эколь практик (Париж). С 1931 г. — профессор в Коллеж де Франс.

## Философия
Уже в ранний период творчества Мосс проявил интерес к первобытным религиям. Ему удалось также раскрыть специфику отношений обмена (непосредственного обмена материальными благами — пищей, орудиями труда, а также женщинами, престижными украшениями и др.) в архаических обществах.
Во-первых, обмен осуществлялся всегда как дарение, имевшее взаимный, двусторонний характер, ему придавался большой моральный смысл.
Во-вторых, материальная сторона обмена — это лишь одна из его сторон, опора для утверждения социального положения, престижа: группы или индивиды, вступающие в материальный обмен, обмениваются также символами различных областей общества — политической, юридической, эстетической.
Характерный для Мосса целостный многоуровневый подход к общественным взаимодействиям имел у него продолжение и в целостном подходе к человеку: он первым обратил внимание учёных на то, что в различных обществах присущи специфические физические, физиологические проявления — «техники тела».
Идеи Мосса сделали возможным переход от сугубо социологической трактовки роли религии и использования символов к изучению человеческого мышления.

## Сочинения
- Очерк о природе и функции жертвоприношения (1899) (в соавторстве с А. Юбером[англ.])
- О некоторых первобытных формах классификации (1903) (в соавторстве с Э. Дюркгеймом)
- Очерк общей теории магии (1904) (в соавторстве с А. Юбером)
- Очерк о сезонных изменениях в эскимосских обществах (1906) (при участии А. Беша)
- Обязательное выражение чувств (1922)
- Реальные и практические связи между психологией и социологией (1924)
- Очерк о даре. Форма и основание обмена в архаических обществах (1925)
- Физическое воздействие на индивида коллективно внушённой мысли о смерти (Австралия, Новая Зеландия) (1926)
- Деления и пропорции делений социологии (1927)
- Цивилизации: элементы и формы (1929)
- Социальная связь в полисегментарных обществах (1932)
- Фрагмент плана общей дескриптивной социологии (1934)
- Техники тела (1935)
- Об одной категории человеческого духа: понятие личности, понятие «я» (1938)
- Техники и технология(1941)

## Переводы на русский язык
- Мосс М. Социальные функции священного: Избр. произведения / Пер. с франц. под общ. ред. И. В. Утехина. — СПб.: Евразия, 2000. — 444 с.
- Мосс М. Общества, обмен, личность. — М.:Наука; Главная редакция восточной литературы, 1996.
- Мосс М. Физическое воздействие на индивида коллективно внушённой мысли о смерти // Человек. — 1992. — № 6.
- Мосс М. Социологическая оценка большевизма / Пер. и примеч. А. Б. Гофмана // Новое и старое в теоретической социологии. — М., 1999. — С. 314—348.